# Mehdi Nejad
Mehdi Mohsen Nejad (pers. مهدی محسن‌نژاد ; ur. 9 grudnia 1998) – irański zapaśnik walczący w stylu klasycznym. Olimpijczyk z Paryża 2024, gdzie zajął piąte miejsce w kategorii do 60 kg. Piąty na mistrzostwach świata w 2023 roku. 
Srebrny medalista mistrzostw Azji w 2021 i 2022; brązowy w 2020. Pierwszy w Pucharze Świata w 2022. 
Drugi na MŚ U-23 w 2021; trzeci w 2018 i 2019. Trzeci na mistrzostwach Azji U-23 w 2019 roku.